# SV-DJK Taufkirchen
Der SV-DJK Taufkirchen ist ein Sportverein aus dem oberbayerischen Taufkirchen im Landkreis München.

## Geschichte
Der SV-DJK Taufkirchen ist ein Mehrspartenverein, der aus dem Zusammenschluss des SV Taufkirchen von 1962 und der DJK Taufkirchen von 1971 entstanden ist. Der SV Taufkirchen 1962 e.V. wurde am 19. Mai 1962 gegründet und die DJK Taufkirchen e. V. am 21. Juli 1971. Im Jahr 2000 kam es zur Unterzeichnung des Verschmelzunsantrages und am 20. März 2001 wurde die Fusion beider Vereine vollzogen. Der Verein bietet von seinen 17 Sparten neben Handball auch die Sportarten Badminton, Leichtathletik, Fußball, Tennis und Volleyball an.

## Handball
Der SV-DJK Taufkirchen und der TSV Unterhaching bilden seit 2017 eine Spielgemeinschaft im Hachinger Tal und treten seit 2018/19 unter dem Namen HT München auf. Die Frauen des SV-DJK wurden 1992, 2001 Bayerischer Meister und waren damit auch Aufsteiger in die drittklassige Regionalliga. Der TSV Unterhaching war 1998 Bayerischer Meister, 2016 Bayerischer Pokalsieger und war damit auch zur Teilnahme am DHB-Amateur-Pokal qualifiziert.  Die Männermannschaft des TSV Unterhaching spielte zuletzt in der Handball-Bayernliga und das Frauenteam des SV-DJK Taufkirchen in der Landesliga Süd.

### Erfolge
Frauen
- Aufstieg in die Regionalliga Süd (3. Liga) 1992, 2001
- Bayerischer Meister (4. Liga) 1992, 2001
- Aufstieg in die Bayernliga 2012
- Südbayerischer Landesliga-Vizemeister 2012

### Spielgemeinschaft
Die Männer und Frauen des neu gegründeten HT-München waren ab der Saison 2018/19 zur Übernahme der Spartplätze in der Bayernliga wie auch in der Landesliga Süd berechtigt.

## Volleyball
Eine erfolgreiche Geschichte hat auch die Volleyballabteilung geschrieben, deren Männermannschaft 2018 den Aufstieg in die Dritte Liga schaffte und sich dort zwei Jahre halten konnte. Aktive Mannschaften: Damen 1 (Bezirksklasse), Damen 2 (Kreisklasse), (Jugendmannschaft) Minis unter 14 Jahre (m/w) und Jugendtraining 14 – 20 Jahre (m/w)
- 2018 Aufstieg in die Dritte Liga

### Spielerpersönlichkeit
- Michaela Eckl